# Springvale (Maine)
Springvale es un lugar designado por el censo ubicado en el condado de York en el estado estadounidense de Maine. En el Censo de 2010 tenía una población de 3.292 habitantes y una densidad poblacional de 390,01 personas por km². Es parte del área estadística metropolitana de Portland-South Portland-Biddeford, Maine. El CDP fue abolido cuando la ciudad de Sanford se reincorporó como ciudad. 

## Geografía
Springvale se encuentra ubicado en las coordenadas 43°28′4″N 70°48′6″O / 43.46778, -70.80167. Según la Oficina del Censo de los Estados Unidos, Springvale tiene una superficie total de 8.44 km², de la cual 8.13 km² corresponden a tierra firme y (3.68%) 0.31 km² es agua.

## Demografía
Según el censo de 2010, había 3.292 personas residiendo en Springvale. La densidad de población era de 390,01 hab./km². De los 3.292 habitantes, Springvale estaba compuesto por el 94.62% blancos, el 0.43% eran afroamericanos, el 0.21% eran amerindios, el 1.73% eran asiáticos, el 0% eran isleños del Pacífico, el 0.39% eran de otras razas y el 2.61% pertenecían a dos o más razas. Del total de la población el 1.88% eran hispanos o latinos de cualquier raza.